# Carex mosoynensis
Carex mosoynensis är en halvgräsart som beskrevs av Adrien René Franchet. Carex mosoynensis ingår i släktet starrar, och familjen halvgräs. Inga underarter finns listade i Catalogue of Life.